# Arkcharm

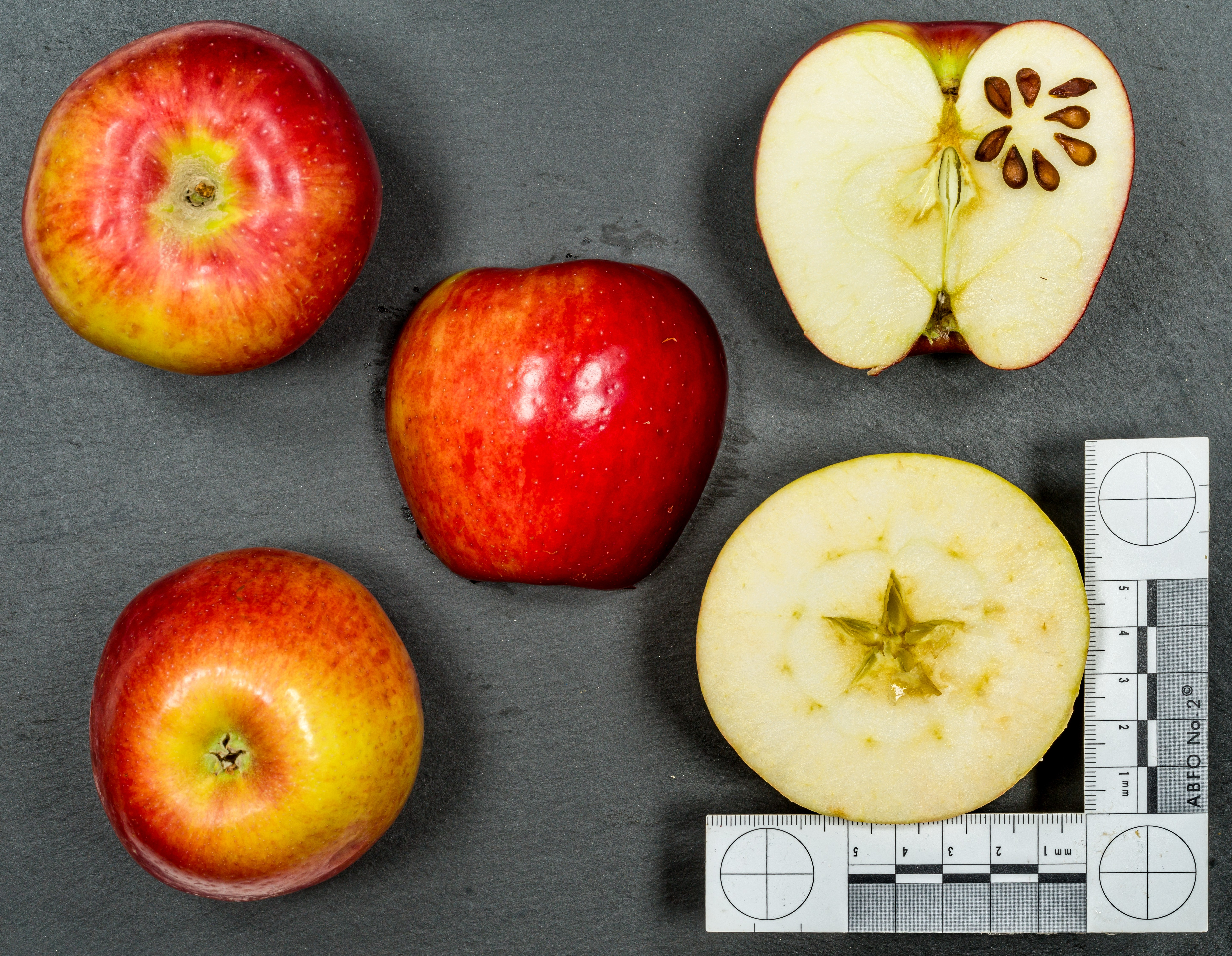
Ansichten der Frucht und Querschnitte

Arkcharm ist eine Sorte des Kulturapfels.
Diese Sorte wurde an der University of Arkansas als Kreuzung aus 'Prima' mit 'Hybrid 36055' gezüchtet.
Für die Sorte besteht seit 1995 Sortenschutz.

## Beschreibung
Bei dieser Sorte handelt es sich um einen saftigen und säuerlichen Frühapfel. Das Fruchtfleisch ist weiß, die Schale ist grün bis gelb grundiert und hat eine leuchtend rote Deckfarbe. Die Fruchtgröße variiert zwischen mittel und groß.
Pflückreif sind die Früchte ab Anfang August.
Die Bäume dieser Sorte sind anfällig für Obstbaumkrebs, jedoch nur sehr gering für Schorf und Mehltau.
Die Rinde dieser Sorte weist eine charakteristische hellbraune Farbe auf.